# Søren Søndergaard (jordbrukare)
Søren Søndergaard, född 25 november 1979, är ordförande för Landbrug & Fødevarer sedan november 2020. Søndergaard har examen i agrarekonomi från Vejlby landbrugsskole i Århus och har drivit en familjegård sedan 2003. Innan han blev ordförande hade han olika poster i Landbrug & Fødevarer sedan 2017.